# Birkenspanner

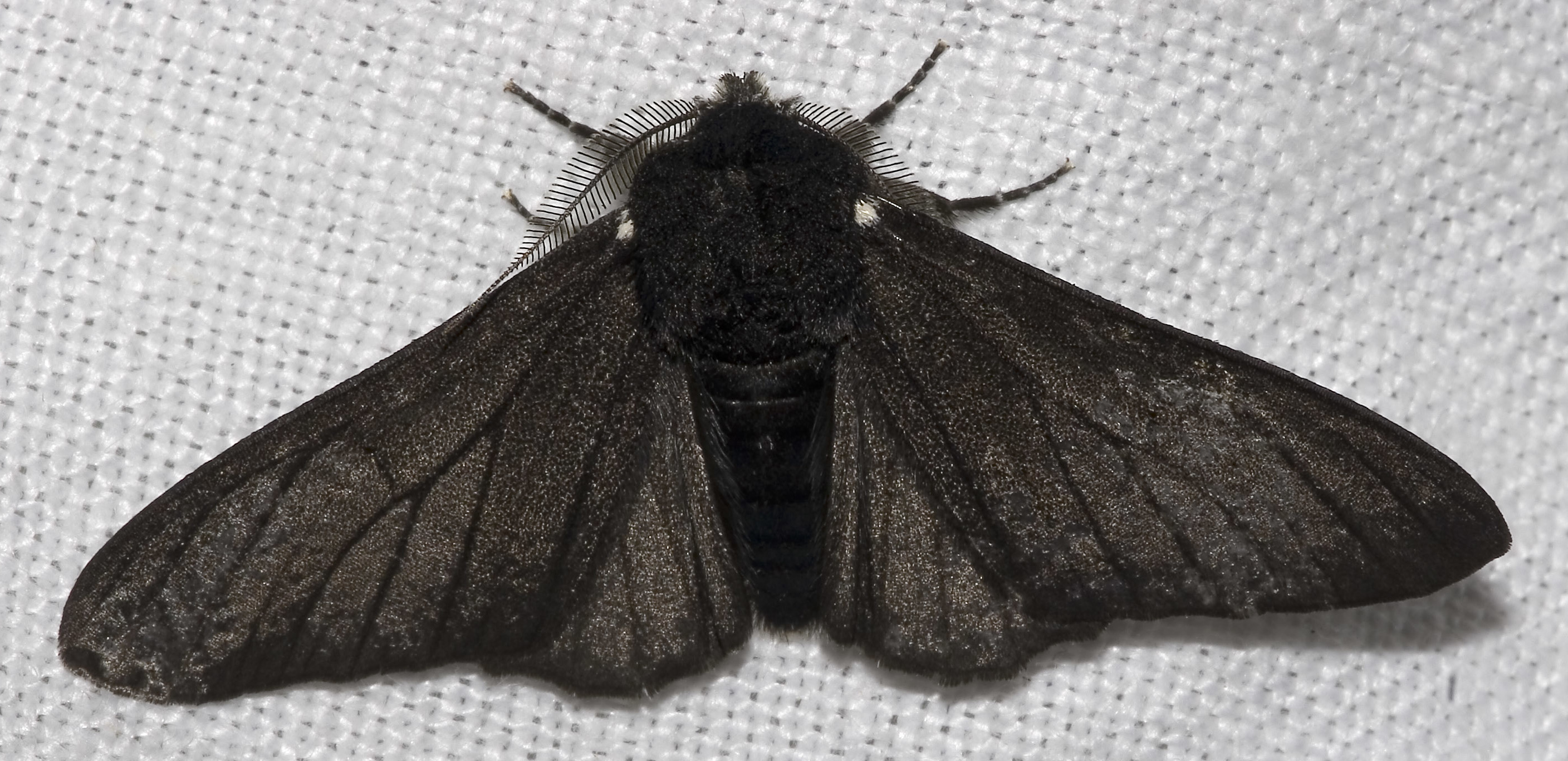
Dunkle Form des Birkenspanners (Biston betularia f. carbonaria)

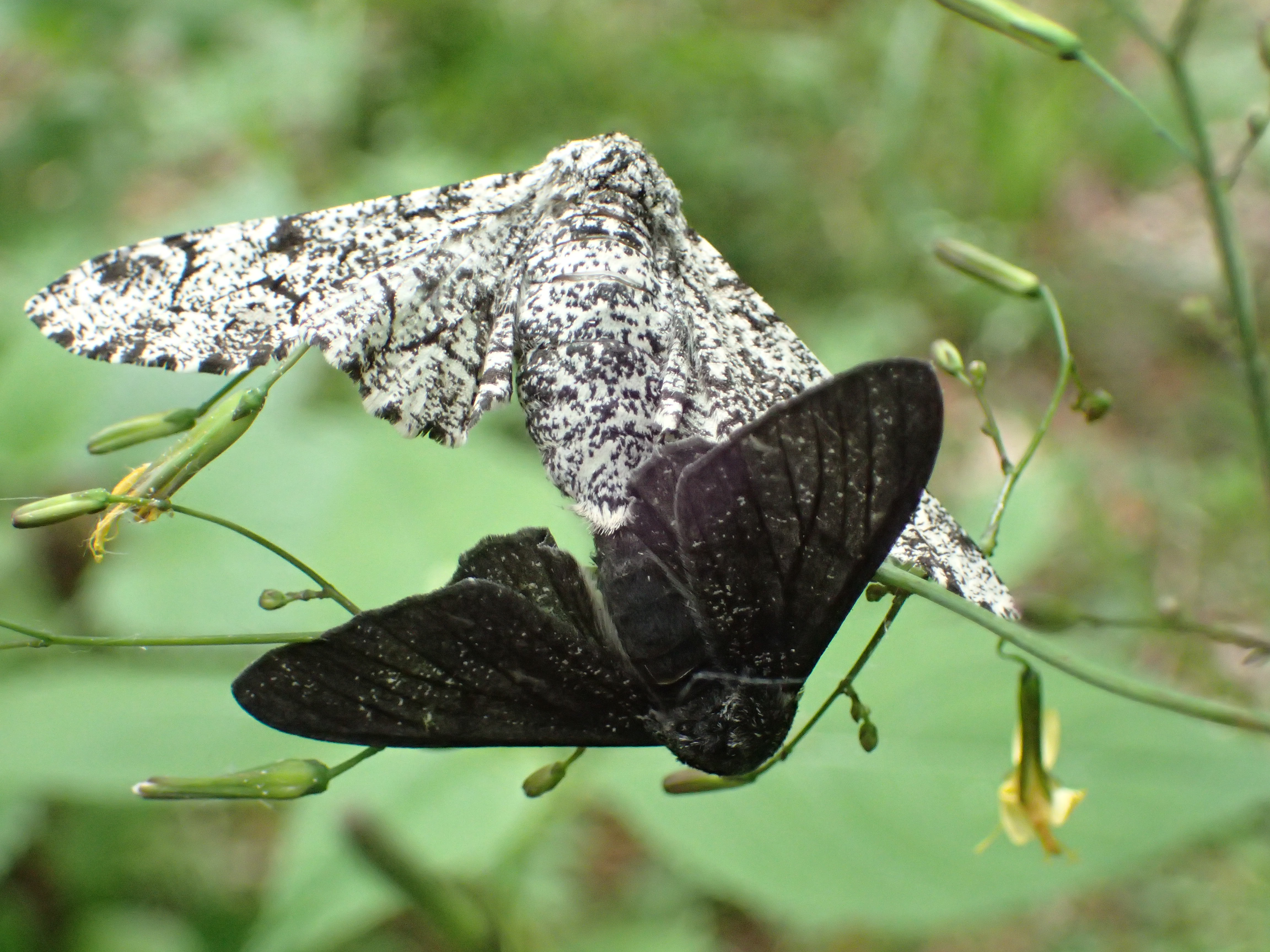
Paarung der beiden Morphen

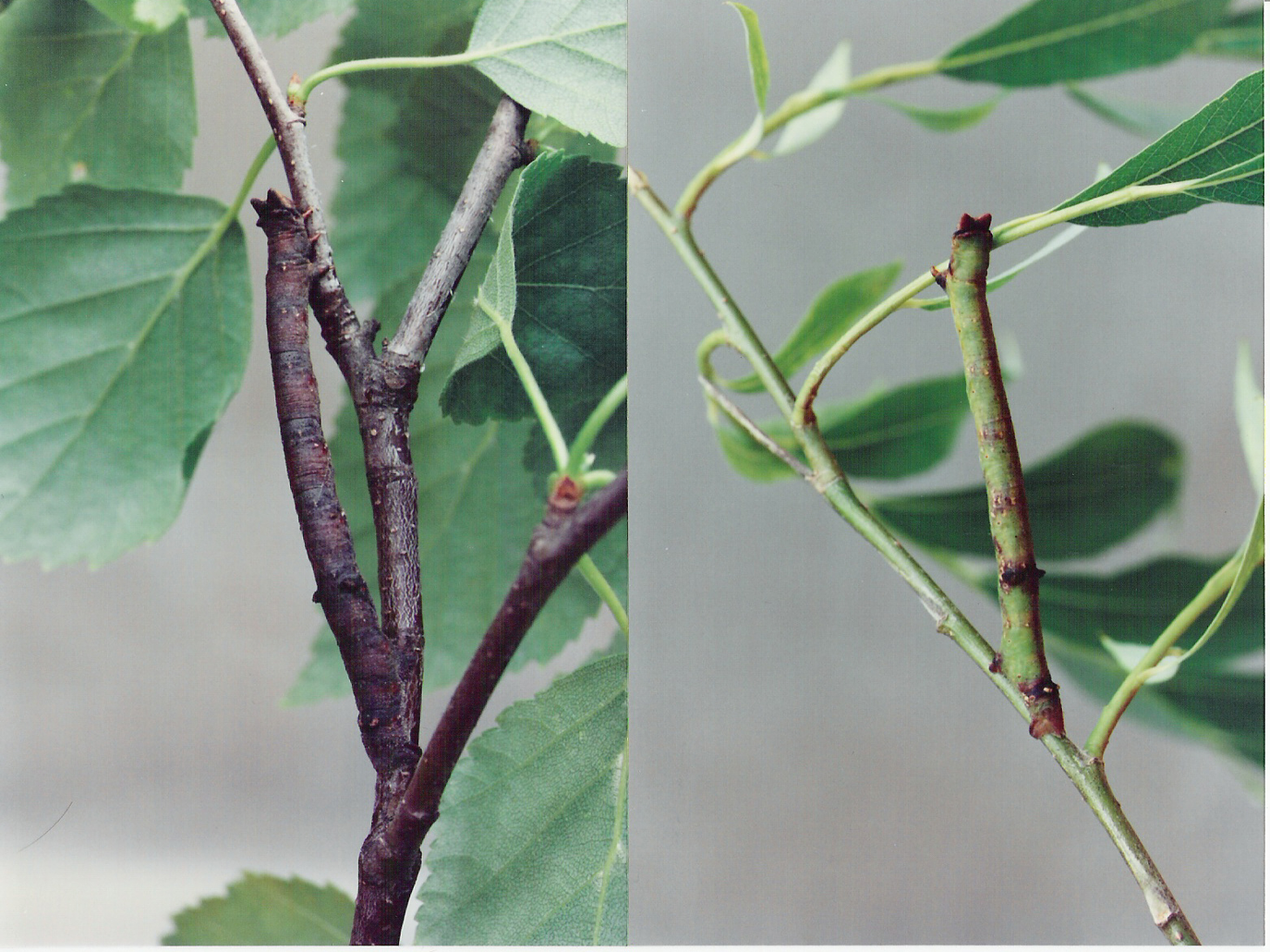
Gut getarnt: die Raupen des Birkenspanners imitieren kleine Zweiglein

Der Birkenspanner (Biston betularia) ist ein Schmetterling (Nachtfalter) aus der Familie der Spanner (Geometridae). Da zeitgleich mit der industriellen Revolution in Gebieten mit hoher Luftverschmutzung zunehmend schwarze Mutationen des Birkenspanners (Biston betularia f. carbonaria) auftraten, die auf geschwärzten Birkenstämmen besser vor Fressfeinden getarnt waren, gilt die Spezies als Beispiel für evolutionäre Anpassung durch Selektion.

## Verbreitung und Lebensraum
Das Verbreitungsgebiet des Birkenspanners reicht von der Iberischen Halbinsel durch ganz Europa sowie über die gemäßigten Zonen Ostasiens. Die Nord-Süd-Verbreitung erstreckt sich vom Mittelmeerraum und Kleinasien bis ins mittlere Fennoskandien. Der Birkenspanner ist auch in Nordamerika verbreitet.
Der Birkenspanner bewohnt unter anderem Auen-, Bruch- und Laubmischwälder, sowie die angrenzenden gebüschreichen Randzonen.
Auch in bewirtschaftetem oder aufgelassenem Kulturland, einschließlich der dicht bebauten Siedlungsräume, kann er beobachtet werden.

## Merkmale und evolutionäre Anpassung an Luftverschmutzung
Die schmalen Flügel des Birkenspanners sind von weißer Grundfärbung mit schwarzer Zeichnung und dadurch besonders im Geäst einer Birke gut getarnt. Das nachtaktive Insekt kann eine Flügelspannweite von bis zu 55 Millimetern erreichen. Als Mutation traten, zunächst in Großbritannien Birkenspanner mit dunkler Flügelfärbung auf. Durch Experimente konnte bewiesen werden, dass der natürliche Selektionsdruck dafür verantwortlich war, dass die Falter im England der industriellen Revolution plötzlich häufiger in der dunklen Variante auftraten, um besser getarnt ihren Fressfeinden zu entgehen. Versuche mit Faltern und Vögeln konnten mittlerweile den Nachweis erbringen, dass die dunkle Variante auf durch Luftverschmutzung dunkleren Birkenstämmen seltener von Vögeln entdeckt und gefressen wurde.
Entdeckt wurden Fälle von Industriemelanismus schon im 19. Jahrhundert in England, so wies der Entomologe Albert Brydges Farn (1841–1921) Darwin in Briefen 1878 auf solche Anpassungen bei einer anderen Mottenart hin. 1896 wurde der Fall des Birkenspanners von James William Tutt explizit als Beispiel natürlicher Selektion untersucht, und J. B. S. Haldane berechnete 1924 den quantitativen selektiven Vorteil. Zwischenzeitlich wurde von John William Heslop-Harrison bestritten, dass eine Selektion durch Vögel die treibende Kraft war, was aber durch die Experimente Bernard Kettlewell in Oxford von 1953 bis 1956 bestätigt wurde. Später kamen Zweifel über die Experimente von Kettlewell auf (z. B. in den Büchern von Michael Majerus und Judith Hooper), die ihn sogar in die Nähe des wissenschaftlichen Betrugs rückten (Judith Hooper) und von Kreationisten als Argument gegen die Evolutionstheorie herangezogen wurden. Majerus selbst begann 2002 langjährige Experimente (2012 postum veröffentlicht), die Kettlewell bestätigten.
Beobachtungen der Birkenspannerraupen in verschiedener Umgebung ergaben, dass sie ihre Färbung – ohne Beteiligung der Augen – an den Untergrund anpassen und daraufhin auch gezielt ähnlich gefärbte Umgebungen aufsuchen. Diese Form der Tarnung wird Mimese genannt, da die Anpassung direkt das Umfeld der ökologischen Nische imitiert, und vermindert das Risiko, Fressfeinden zum Opfer zu fallen. Analysen der Genexpression ergaben, dass in der Haut der Birkenspanner-Raupen Gene exprimiert werden, die mit der visuellen Wahrnehmung in Verbindung gebracht werden. Die Mechanismen von Wahrnehmung und Farbänderung sind allerdings noch nicht bekannt.

## Lebensweise
Da der Birkenspanner nur nachts unterwegs ist, verbringt er den Tag gut getarnt an Baumstämmen, wobei seine Flügelfärbung (durch Mimese) die Rinde der Birke imitiert.
Ähnliches gilt für die Raupen. Sie haben eine lange, dünne Körperform und sind hellgrün bis dunkelbraun gefärbt. Man kann sie so kaum von kleinen Zweigen unterscheiden.
Den Birkenspanner kann man von Anfang Mai bis August beobachten. Sein Verbreitungsgebiet zieht sich über fast ganz Europa bis nach Mittelasien sowie Nordeuropa. Auen-, Bruch- und Laubmischwälder sowie deren Randzonen sind die bevorzugten Lebensräume. Die Raupen des Birkenspanners finden sich auf sehr vielen Pflanzen, z. B. Stieleiche, Hängebirke, Schwarzerle oder Schlehe.
Die Art ernährt sich ausgesprochen polyphag, die Eier legt der Schmetterling an den Blättern von Laubhölzern, meistens Pappel (Populus spec.), Birke (Betula spec.), Weiden (Salix spec.) oder Eiche (Quercus spec.) ab. Ebert listet allein für Baden-Württemberg 45 verschiedene Pflanzenarten.
Die Raupen des Birkenspanners finden auf zahlreichen Pflanzen Nahrung und Unterschlupf, z. B. Stieleiche, Hängebirke, Schwarzerle oder Schlehe. Durch ihre lange, dünne Körperform und die hellgrüne bis dunkelbraune Färbung, sind die nur schwer von kleinen Zweigen zu unterscheiden.
Die Verpuppung geschieht in der Erde. Pro Jahr wird jeweils eine neue Generation gebildet, die von Mai bis August fliegt.

### Ähnliche Arten
- Pappel-Dickleibspanner (Biston strataria) (Hufnagel, 1767)

### Unterarten
Aus Ostasien, Zentralasien und Transkaukasien sind verschiedene Unterarten bekannt.

## Sonstiges
Die beiden Morphen der erwachsenen Birkenspanner dienen in Schul- und Hochschullehrbüchern häufig als Beispiel, um das Wirken der Selektion zu erklären (s. Artikel Industriemelanismus) und sind eine beliebte Abituraufgabe im Fachbereich Biologie.